# Cohen el Bárbaro
Cohen el Bárbaro, también conocido posteriormente como Ghengis Cohen, es un personaje ficticio de la saga de literatura fantástica Mundodisco, escrita por Terry Pratchett. Es un héroe en el sentido clásico, es decir, ladrón profesional, saqueador de tumbas, luchador y diestro espadachín, y rescatador de vírgenes en apuros de las manos de malvados sacerdotes que rápidamente cambian de estado (las vírgenes dejan de serlo y los villanos reciben la visita de La Muerte). Su apodo se basa en el nombre de Genghis Khan y es una parodia de Conan el Bárbaro; como este, es el mayor héroe de todo Mundodisco. De hecho es el más anciano, pero aún se conserva en buena forma pese a sus 87 años.
En su primera aparición en la serie ya es un hombre viejo, pero aún lo suficientemente fuerte como para manejar cualquier cosa que el mundo pueda lanzar en su contra. Sus oponentes a menudo lo subestiman debido a su edad, para darse cuenta demasiado tarde de que un hombre que hace para ganarse la vida lo que Cohen hace y sin embargo sobrevive a una edad tan alta debe ser muy bueno en eso. Cohen no sabe qué edad tiene exactamente. En La luz fantástica, dice que tiene ochenta y siete años de edad, pero en otros se estima que tiene entre 90 y 95 años de edad.
Tuerto, de complexión delgada, con una larga barba blanca colgando debajo de su taparrabos, fibroso y con el cuerpo lleno de cicatrices, a la hora de realizar un esfuerzo demuestra que tiene escondida una gran musculatura. Ha perdido la totalidad de la dentadura por lo que (a consejo de Dosflores) utiliza una dentadura postiza hecha con dientes de trol (que están hechos de diamantes en vez de calcio). Su vestuario se reduce solamente a un taparrabos de cuero, amén de numerosas armas. Utiliza un parche para cubrir su ojo.
Los mayores problemas a los que se enfrenta ahora Cohen provienen de sobrevivir a la edad heroica y de encontrarse en un moderno mundo civilizado, donde las grandes batallas y asombrosos rescates ocurren rara vez, excepto en los cuentos (lo cual es irónico ya que el Mundodisco es una historia fantástica). En uno de los raros cuentos cortos del Mundodisco, El puente del Trol, Cohen parte a matar a un trol, solo para terminar recordando con él acerca de los viejos buenos tiempos, cuando las cosas eran blanco y negro y todos respetaban las tradiciones. Parte del peligro de Cohen para la gente normal es que como un héroe bárbaro tiene problemas extremos para interpretar cosas como las bravuconadas. Como un hombre de palabra espera que si alguien dice Prefiero morir antes que traicionar al emperador lo cumpla plenamente. Esto llevó a la muerte de varios guardias y cortesanos en el Imperio Ágata antes de que todos huyeran.
En Tiempos interesantes Cohen se convirtió en Emperador del Imperio Ágata, después de haberlo conquistado con sus aliados, la Horda de Plata (llamada así en honor al color de los cabellos de sus integrantes). Esto es tanto una referencia a la conquista de China por Genghis Khan y la Horda de Oro como a la toma por Conan del trono de Aquilonia. Esto estaba destinado a ser una especie de plan de jubilación, pero Cohen y sus amigos se aburrieron y luego abandonan el Imperio en El Último Héroe, en la que Cohen decide expresar su descontento con el mundo moderno devolviendo el fuego a los dioses, con intereses. Después del intento fallido, él y sus amigos escaparon a lomos de caballos pertenecientes a las Valquirias y se dirigió hacia el cielo, que buscan explorar el exterior del espacio. Su paradero actual es desconocido.
Debido al atractivo del héroe bárbaro para las núbiles doncellas, Cohen tiene muchos hijos. En El Último Héroe menciona casualmente que tiene docenas. El único mencionado por su nombre en las novelas es Conina, que aparece en Rechicero. Ella desea ser una peluquera, pero la genética estilo Mundodisco la mantiene en el camino, debido a su instinto de matar a la gente que la amenaza. Fue vista por última vez en una relación amorosa con Nijel el Destructor. Curiosamente, ella dice que conocía a Cohen y que se interesó por su educación, como creando un pasillo con gran variedad de trampas para su entrenamiento heroico.
En La luz fantástica Cohen ayuda a los otros dos protagonistas, Rincewind y Dosflores, a salvar a una muchacha de diecisiete llamada Bethan, que iba a ser ofrecida como sacrificio. Se enamoran, debido principalmente a la paciencia y la habilidad de Bethan para curar los problemas de espalda de Cohen, y deciden casarse, a pesar de los temores de Rincewind acerca de su diferencia de edad. Al final del libro no están presentes, y se supone que se han ido a celebrar su matrimonio. Sin embargo Cohen menciona que él ha estado casado anteriormente.
El actor David Bradley interpreta a Cohen en la miniserie de 2008 basada en El color de la magia. La miniserie fue producida por The Mob Film Company y Sky One y combina tanto El color de la magia y La luz fantástica. Se emitió el domingo de Pascua y el lunes de 2008.
Le encanta su profesión, consistente básicamente en encontrar tesoros, matar a sacerdotes malvados y rescatar a vírgenes en apuros. En el transcurso de sus aventuras ha pasado de la miseria absoluta a ser emperador. Esto se debe a que con la misma facilidad con que obtiene tesoros, los despilfarra.
Como bárbaro que es tiene la creencia de que, al morir, las valkirias le llevarán a un salón donde habrá una fiesta perpetua y los enemigos a los que haya matado le servirán el vino. Aunque realmente lo que a él le gusta es el combate y la aventura, más que una vida sosegada. Por ello incluso el premio para la otra vida es algo que cuestione como vida para un bárbaro genuino.

## Apariciones
Protagonista secundario en las novelas "La luz fantástica", "Tiempos interesantes". Además es el protagonista principal de la novela "El Último Héroe" y el relato corto "El puente del Troll".